# Clic bilabial
Los clics bilabiales son una familia de chasquidos consonánticos que suenan como un chasquido de labios. Se encuentran como fonemas sólo en la pequeña familia de lenguas tuu (actualmente dos lenguas, una moribunda), en la lengua ǂ'Amkoe de Botsuana y en la extinta jerga ritual Damin de Australia. Sin embargo, los clics bilabiales se encuentran paralingüísticamente como un beso en varios idiomas, incluso integrados en un saludo en el idioma hadza de Tanzania, y como alófonos de oclusivas labial-velar en algunos idiomas de África occidental (Ladefoged 1968), a partir de /mw/ en algunas de las lenguas vecinas al shona, como el ndau y el tonga.
En el Alfabeto Fonético Internacional el símbolo que representa este sonido es ⟨ʘ⟩. También se puede añadir una segunda letra para indicar la forma de articulación, aunque comúnmente se saltan en los clics tenues.
En la transcripción oficial de AFI, este chasquido se combina con una ⟨k ɡ ŋ q ɢ ɴ⟩ mediante una barra de unión, aunque ⟨k⟩ se salta muy frecuentemente. En cambio, muchos autores usan un superíndice de ⟨k ɡ ŋ q ɢ ɴ⟩ sin la barra de unión, y nuevamente a menudo descuidan el ⟨k⟩. Cualquiera de las letras, ya sea de línea de base o de superíndice, generalmente se coloca antes de la letra de clic, pero puede aparecer después cuando se escucha la liberación de la oclusión velar o uvular. Una tercera convención es la letra del clic con signos diacríticos para falta de voz, sonoridad y nasalización; no distingue los clics labiales velares de los uvulares.
Luego lo último es lo que se escucha en la muestra de sonido de la derecha, ya que los hablantes no nativos tienden a glotalizar los chasquidos para intentar no hacerlos nasales.
También había un bilabial egresivo [ʘ↑], que puede ser un chasquido egresivo (si no es bucal ) y que nunca puede ir sin consonante ( [ɲ], [ŋ] o [pj]). 
A veces se dice que los chasquidos labiales suenan como un beso. Sin embargo, no tienen los labios en la postura de un beso. En cambio, los labios están más comprimidos, más como una [p] que una [w], y suenan más como un sonido de pez que como un beso.

## Símbolo
La diana o el ojo de buey (ʘ) es el símbolo utilizado en la  transcripción fonética del fonema que se hizo oficial en el Alfabeto Fonético Internacional en 1979, pero había existido durante al menos 50 años antes.
Símbolos similares que son literalmente un punto rodeado por un círculo codificado por Unicode son:
- Gótico 𐍈, hwair
- símbolo astronómico ☉ "Sol"
- operadores matemáticos

Se creó un símbolo llamado b invertida con cola, que se usa en publicaciones más antiguas. Nunca se usó oficialmente y finalmente se sustituyó por ʘ. Aun así, el carácter IPA obsoleto está codificado en U+024B ɋ LETRA Q MINÚSCULA LATINA CON COLA DE GANCHO. Anteriormente, SIL International lo codificaba de forma privada en U+F211 y está disponible en fuentes compatibles con SIL.

## Ocurrencia
El español no tiene un chasquido bilabial (y tampoco algún otro tipo de chasquido) como fonema, pero un simple clic bilabial sí ocurre en la mimesis, como ese mismo sonido que los niños usan para imitar a un pez.
Los clics labiales solo son oficiales en las familias Tuu y Kx'a del sur de África, y en el lenguaje ritual australiano Damin .

## Orígenes
Los chasquidos bilabiales pueden haber surgido históricamente de la labialización de otros lugares de articulación. Starostin (2003)  señala que las palabras ǂ'Amkoe para 'uno' y 'dos', /ʘ̃ũ/ y /ʘoa/, tienen clics labiales mientras que ninguna otra lengua khoisan tiene una consonante labial de ningún tipo en sus palabras para estos números, y Starostin (2007)  y Sands reconstruyen una serie de clics labializados en Proto-Kxʼa, que se convirtieron en clics labiales en ǂ 'Amkoe. En hadza, la palabra para 'beso', /ǀ̃ua/, se convierte en un mimético /ǀ̃ʷa/ o /ʘ̃ʷa/ en saludos. 